# Pierre Colin (philosophe)
Pour les articles homonymes, voir Pierre Colin.
Pierre Colin, né le 11 mars 1923 à Paris où il est mort le 17 décembre 2009, est un prêtre catholique et philosophe français ainsi qu'un historien de la pensée spécialiste de la crise moderniste.
Ordonné prêtre en 1948, il est ancien doyen de la faculté des lettres (1973-1985) et ancien directeur du département de la recherche de l'Institut catholique de Paris.

## Publications
- Aspect de l'Âme malgache, L'Orante, coll. « Lumière et Nations », 1er septembre 1959, 144 p. (ISBN 978-2-7031-1052-1)
- Aux origines du catéchisme en France : la crise du modernisme dans le catholicisme français (1893-1914), Desclée De Brouwer, coll. « Relais-Études » (no 6), 1989, 304 p. (ISBN 978-2-7189-0411-5)
- L'Audace et le Soupçon : la crise du modernisme dans le catholicisme français (1893-1914), Desclée De Brouwer, 1997
- Gabriel Marcel, philosophe de l’espérance, Paris, Cerf, coll. « La Nuit surveillée », octobre 2009, 128 p. (ISBN 978-2-204-09054-4)
- Morale et religion au temps de la crise moderniste : Études d'histoire de la philosophie française (XIXe et XXe siècles), Louvain-la-Neuve, Presses universitaires de Louvain, 29 septembre 2017, 344 p. (ISBN 978-2-87558-566-0)